# Конус текстильный
Конус текстильный (лат. Conus textile) — вид брюхоногих моллюсков из семейства конусов (Conidae).

## Описание

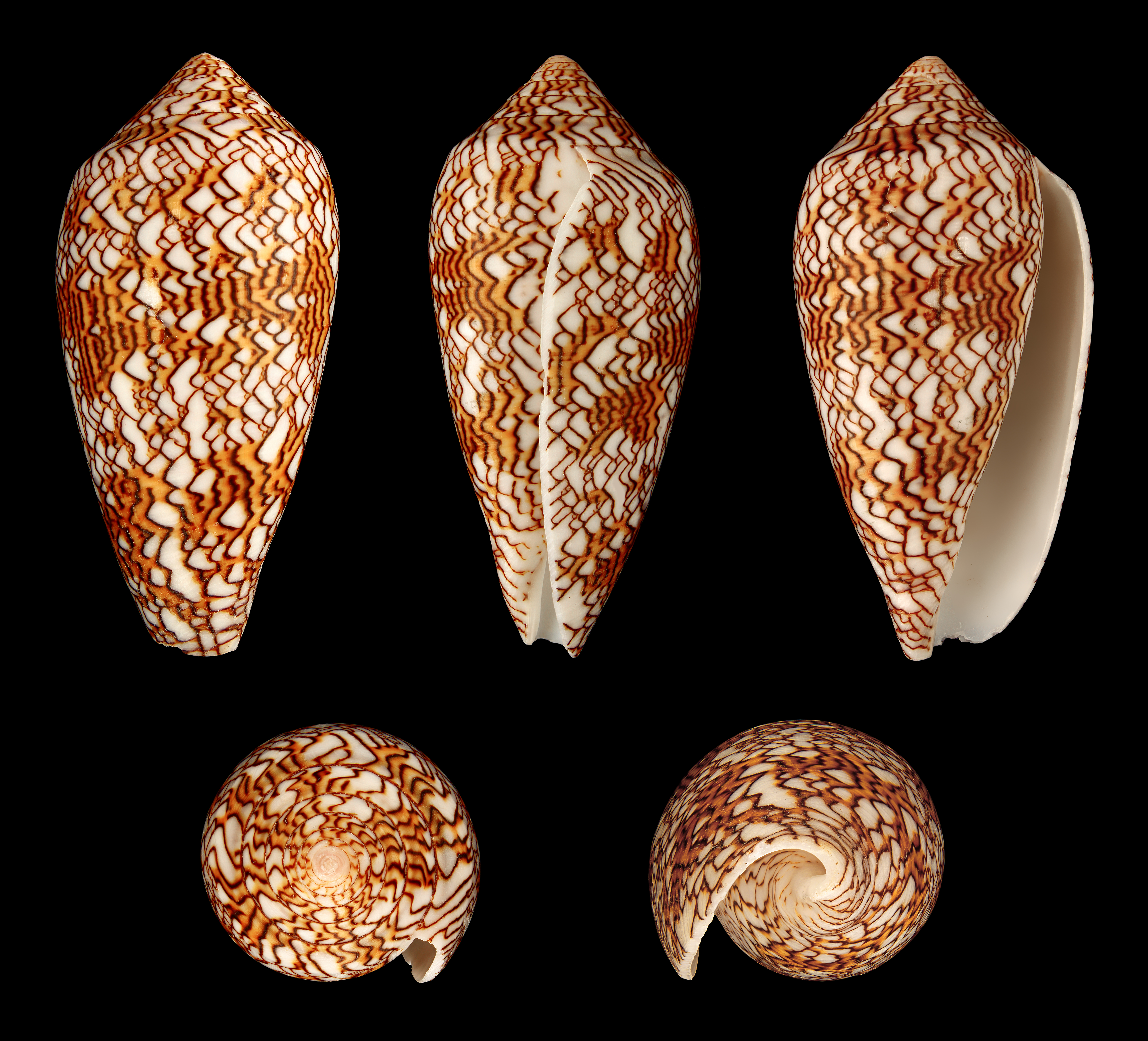
Раковина моллюска с разных ракурсов

Раковина длиной 40—150 мм. Раковина средних размеров, яйцевидно-конической формы, толстостенная, вздутая, симметричная. Поверхность раковины гладкая. Устье раковины щелевидное, изнутри — белого цвета. Общая окраска белая с двумя рядами широких золотисто-жёлтых полос, напоминающих собой песчаные дорожки на мелководье, и тонким чешуевидным рисунком около этих полос. Вершина раковины уплощенная, без короны, окрашена чешуйчатым узором. Вершина раковины без короны, уплощённая, с окраской из чешуйчатого узора. Узор раковины напоминает картины, порождаемые клеточным автоматом Правило 30.

## Ареал
Населяет тропический Индо-Тихоокеанский регион от восточных берегов Африки (Мозамбик) до Индии и Австралии.

## Биология
Моллюски встречаются на мелководье до глубины 50 метров, на участках коралловых рифов. Предпочитают песчаный грунт. Активный хищник — охотится на рыб, червей и переднежаберных брюхоногих моллюсков. Заметив добычу при помощи осфрадия, специального чувствительного органа, моллюск медленно приближается к ней. Добычу убивает при помощи яда, который впрыскивает в тело жертвы специальным органом. Токсин обладает нервно-паралитическим действием. Радула имеет зубы, видоизменённые под гарпун — заострённые концы снабжены острыми направленными назад шипами. Внутри гарпуна проходит полость, соединённая с ядовитой железой. Зубы сидят двумя рядами, по одному зубу с каждой стороны пластинки радулы. Также питается падалью головоногих моллюсков.

## Конус текстильный и человек
Яд этого вида конусов является опасным для человека. Укол моллюска вызывает острую боль и онемение в месте поражения. Место укуса сначала бледнеет, а затем развивается синюшность. Ощущение онемения часто распространяется на другие участки тела. В тяжелых случаях возможны обмороки, спастический паралич скелетной мускулатуры, сердечная недостаточность и др. Специфических препаратов для лечения последствий укуса нет.